# Ildvifte
En ildvifte er en vifte bestående af fem-seks fakler i en vifte, de bliver brugt til ilddans.
En ildvifte er sjældent brugt og langt oftere ser man folk bruge ildpoi eller ildstav til at lave ilddans med.